# Richard Gutiérrez
Richard Kristian Rama Gutiérrez (Nacido el 21 de enero de 1984 en Beverly Hills, California, Estados Unidos), es un actor de cine y televisión filipino.

## Biografía
Richard Kristian Rama Gutiérrez es hijo del actor Eddie Gutiérrez y de la buscadora de talentos, Rama Annabelle. Sus hermanos son Ruffa, Rocky, Elvis, y Ritchie Paul.
Gutiérrez comenzó a actuar desde su niñez junto a su hermano gemelo Raymond Gutiérrez. Ha trabajado en muchas películas con su padre y sus hermanos. Además sus grabaciones han sido difundidas por la cadena televisiva de GMA-7 es Click.
Participó en la serie de televisión Mulawin fantasía que salió al aire de 2 de agosto de 2004 hasta el 18 de marzo de 2005, donde interpretó el personaje principal, Aguiluz. La serie le dio un paso a un largometraje del mismo nombre (Mulawin: La película). Desde entonces, Gutiérrez ha interpretado otros personajes de shows difundido por la cadena GMA-7, como Sugo, Codename: Asero, Zorro, Lupin, Full House, y Capitán Barbell.

## Filmografía

### Televisión
| Año       | Título                                   | Personaje                                      | Canal       |
| 2001      | Ikaw Lang Ang Mamahalin                  | Inyigo                                         | GMA Network |
| 2001      | Click                                    | Enzo                                           | GMA Network |
| 2001      | Beh Bote Nga                             | Peter                                          | GMA Network |
| 2002      | Habang Kapiling Ka                       | Basilio Malvarosa                              | GMA Network |
| 2003      | Love to Love:Maid for Each Other         | Ralph                                          | GMA Network |
| 2003      | Nuts Entertainment                       | Co-Host                                        | GMA Network |
| 2003      | Love to Love: My 1, 2 Love               | JM Rodríguez / Tomas                           | GMA Network |
| 2004      | Mulawin                                  | Aguiluz / Julián                               | GMA Network |
| 2004      | SOP Gigsters                             | Host                                           | GMA Network |
| 2005      | Sugo                                     | Miguel / Amante                                | GMA Network |
| 2006-2007 | Captain Barbell                          | Potenciano "Teng" Magtanggol / Captain Barbell | GMA Network |
| 2007      | Lupin                                    | Andre Lupin de Dios                            | GMA Network |
| 2007-2008 | Kamandag                                 | Vergel / Kamandag                              | GMA Network |
| 2008      | Codename: Asero                          | Grecko Abesamis / Agent Phoenix / Agent Asero  | GMA Network |
| 2008      | Signos: Banta ng Kalikasan               | Host / Narrator                                | GMA Network |
| 2008      | Full Force of Nature                     | Host                                           | GMA Network |
| 2009      | Zorro                                    | Antonio de la Cruz Peláez / Zorro              | GMA Network |
| 2009      | Planet Philippines                       | Host                                           | GMA Network |
| 2009      | Full House                               | Justin Lazatin                                 | GMA Network |
| 2010      | Party Pilipinas                          | Himself                                        | GMA Network |
| 2010      | Diz Iz It                                | Guest Celebrity Judge                          | GMA Network |
| 2010      | Captain Barbell: Ang Pagbabalik          | Teng/ Captain Barbel                           | GMA Network |
| 2010      | Bubble Gang:                             | Guest                                          | GMA Network |
| 2010      | Survivor Philippines: Celebrity Showdown | Host                                           | GMA Network |

### Películas
| Año  | Título                     | Personaje                | Compañía                                     |
| 2002 | Bakit Papa                 | Dong                     | Regal Entertainment                          |
| 2003 | Mano Po 2                  | Erickson Tan             |                                              |
| 2004 | Kuya                       | Ted                      |                                              |
| 2004 | I Will Survive             | B.J.                     |                                              |
| 2004 | Sigaw                      | Marvin                   |                                              |
| 2005 | Pinoy: Blonde              | cameo                    | Unitel Pictures                              |
| 2005 | Let the Love Begin         | Eric                     | GMA Films                                    |
| 2005 | Mulawin: The Movie         | Aguiluz                  | GMA Films                                    |
| 2006 | I Will Always Love You     | Justin                   | GMA Films                                    |
| 2006 | Mano Po 5: Gua Ai Di       | Jonathan Ramírez         | Regal Entertainment                          |
| 2007 | The Promise                | Daniel                   | GMA Films                                    |
|      | Rich G: DCI                | Papa Geek                | GMA Films                                    |
| 2008 | My Bestfriend's Girlfriend | Primitivo "Evo" Gonzales | GMA Films                                    |
| 2008 | My Monster Mom             | Young Waldo              |                                              |
| 2008 | For the First Time         | Seth Villaraza           | Star Cinema                                  |
| 2009 | When I Met U               | Benjie                   | GMA Films                                    |
| 2009 | Patient X                  | Dr. Lukas Esguerra       | GMA Films, VIVA Films, and RGUTZ Productions |
| 2010 | In Your Eyes               | Storm                    | GMA Films and VIVA Films                     |
| 2010 | Maybe This Time            | TBA                      | GMA Films and VIVA Films                     |